# Thung lũng Langdale Nhỏ
Thung lũng Langdale Nhỏ là một thung lũng nằm ở quận Lake, Anh, bao gồm hồ Langdale Nhỏ và ngôi làng cùng tên. Hồ thứ hai, hồ Blea, nằm trong một thung lũng nằm giữa Langdale Nhỏ và Langdale Lớn ở phía Bắc. Langdale Nhỏ giáp Wetherlam và Swirl How lần lượt ở phía Nam và Tây Nam, giáp núi Lingmoor và Pike của Blisco ở phía Bắc và Tây Bắc. Thung lũng trên được nối liền theo chiều đi xuống với Langdale Lớn, ngay bên trên hồ Elter.

## Diện mạo

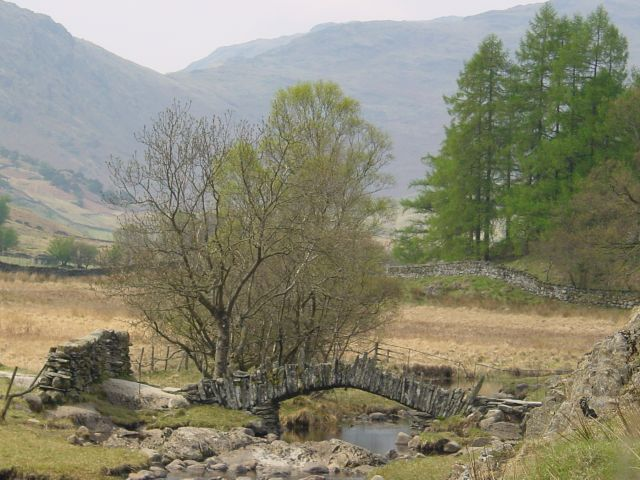
Cầu Slater nối Langdale Nhỏ với Tilberthwaite

Trước đây, Langdale được nhiều người biết đến với tên gọi "Langdene" có nghĩa là "thung lũng rừng rậm ở vùng sâu, vùng xa" như là một cách thức để ám chỉ độ dài của một đường tàu hỏa nối từ nó đến vịnh Whitley.
Trong lịch sử, Langdale Nhỏ là một điểm giao của các tuyến đường ngựa thồ đi Ravenglass, Whitehaven, Keswick, Penrith & Carlisle, Ambleside, Hawkshead và Coniston, Ulverston, Broughton-trong-Furness và Barrow trong Furness. Cầu Slater, được xây dựng từ thế kỉ XVI, là một cây cầu bắc qua sông Brathay. Nó được chia thành ba nhịp được "đỡ" bởi một tảng đá lớn ở giữa dòng và các con đường đều được đắp bằng đá. Đó chính là cây cầu cũ được xây dựng bằng những tảng đá phiến trên một trong những tuyến đường ngựa thồ này. Ngày nay, những con đường được rải kim loại nối Langdale Nhỏ qua đèo Wrynose và đèo Hardknott về phía Eskdale ở phía Tây, qua hồ Blea đến Langdale Lớn ở phía Tây Bắc, đến làng Elterwater ở phía Đông Bắc và đến cầu Skelwith nằm trên đường Coniston ở phía Đông.
Tuyến đường Khu vực 37 của Mạng lưới Xe đạp Quốc gia Anh đoạn nối giữa Ambleside và Ulverston, được cho là có chạy qua thung lũng này.

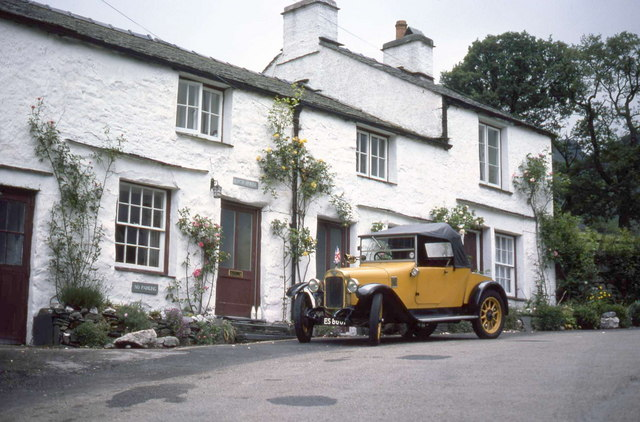
Một góc của làng Langdale Nhỏ, năm 1974

Quỹ Niềm tin Quốc gia Anh sở hữu nhiều trang trại và diện tích đất ở thung lũng này. Rất nhiều trang trại trong số đó có niên đại từ thế kỷ XVII. Ngoài ra, trong làng còn có các quán trọ. Nhà trọ Ba Shires đã được xậy dựng từ năm 1872 và được đặt theo tên của hòn đá Ba Shires cách đó hai dặm (khoảng 3,2 km). Quán trọ là địa điểm chính được sử dụng để tổ chức Cuộc đua ngã ba Shires.
Lượng mưa trung bình hàng năm của thung lũng Langdale Nhỏ là 2408mm, cao hơn mức trung bình của cả quận Lake, địa điểm vốn có lương mưa trung bình lớn hơn đáng kể so với phần còn lại của Vương quốc Anh. Đa số diện tích đất ở Langdale Nhỏ hiện nay chủ yếu được sử dụng để chăn nuôi một số gia súc (như cừu, bò...), mặc dù cho đến năm 1940, ít nhất một phần đất nông nghiệp đã được sử dụng cho một số mục đích khác.
Vào tháng 3 năm 2006, thung lũng này từng là địa điểm bị chọn làm mục tiêu trong một kế hoạch tấn công của một nhóm "chiến binh biệt kích mujahidin" tự xưng. Sau đó, một trong số chúng đã bị kết án vì các tội liên quan đến khủng bố. Langdale Nhỏ cũng từng là một trong những địa điểm quay phim của bộ phim điện ảnh Bạch Tuyết và Người thợ săn, một bộ phim ra mắt hồi năm 2012.

## Khoáng sản và các hoạt động khai thác mỏ
Các mỏ khoáng sản ở Langdale Nhỏ đã được khai thác rất nhiều trong vài trăm năm qua, đặc biệt là đồng và đá phiến mặc dù hiện tại ở đó có rất ít hoạt động khai thác. Các công trình ở các vùng lân cận bao gồm các mỏ đá phiến lớn tại Hodge Close, Tilberthwaite và các mỏ tại sườn phía nam của Wetherlam. Một mỏ nằm tại Hawk Rigg, một nơi cách không xa "vùng lân cận" trên, có thể đã có niên đại từ thời Elizabeth Đệ Nhất. và có báo cáo cho rằng quặng sắt đầu tiên đã được khai thác trong khu vực này vào năm 1709. Việc khai thác đá phiến ở khu vực này bắt đầu đạt mức "cực thịnh" vào Thời đại Victoria, nhất là sau sự ra đời của máy khoan khí nén để tạo ra các lỗ nổ, và tiếp diễn cho đến khi gạch xây dựng chất lượng cao được phát minh.
Các loại đá trong thung lũng này nói chung là đá thô Borrowdale và Rhyolite trên nền andesit với các khu vực đá phiến, đặc biệt là ở phía Nam.

### Mỏ đá Cathedral

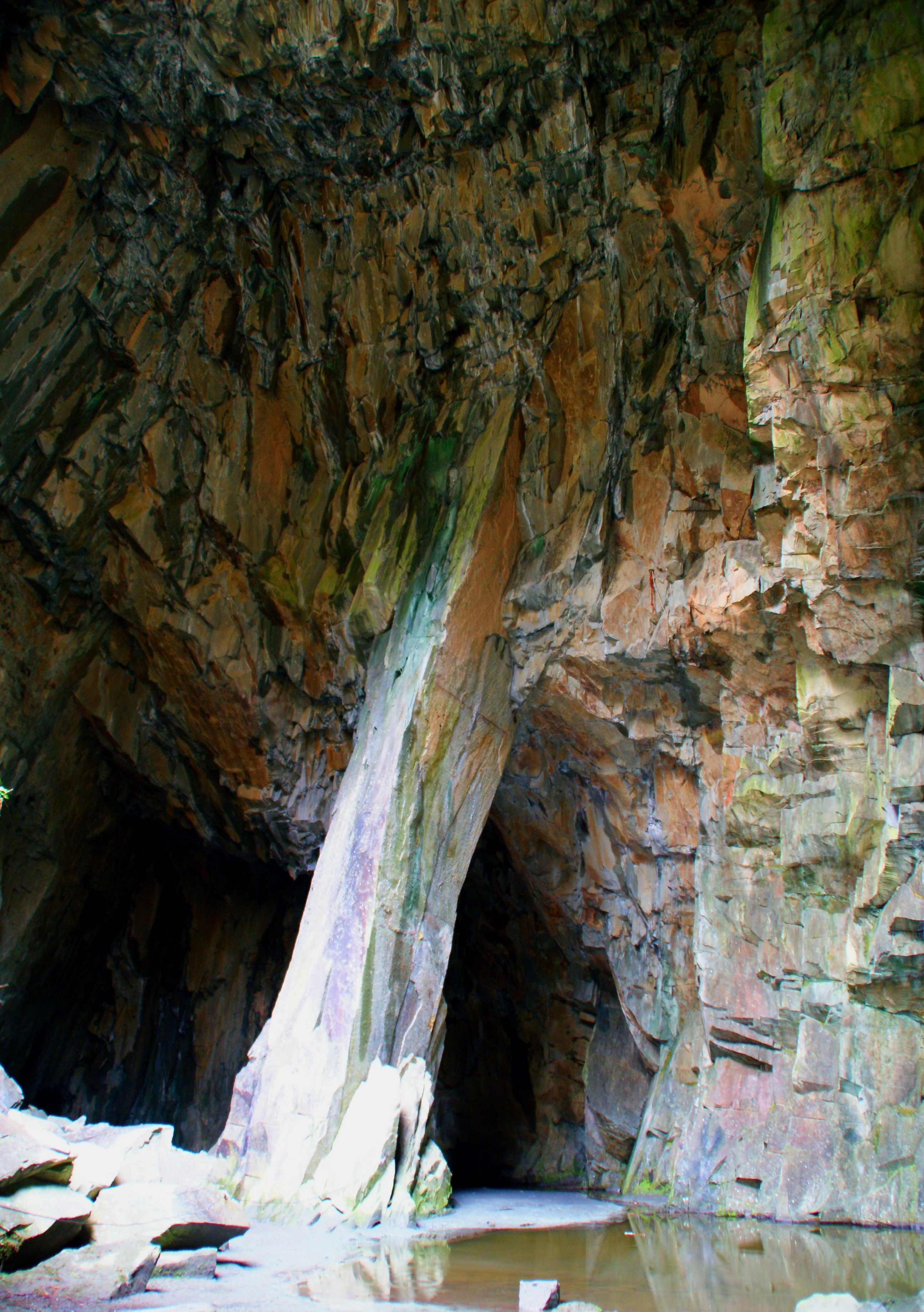
Cây cột lớn trong "Nhà thờ" ở Mỏ đá Cathedral

Mỏ đá Cathedral (Mã tham chiếu Quốc gia Anh: NY308028) là một tập hợp các mỏ đá phiến xanh chưa được khai thác liên kết với nhau, nằm ở phía trên một thung lũng trong Atkinson Coppice. Hiện nay, mỏ đá trên được quản lý bởi Quỹ Niềm tin Quốc gia Anh và bất kỳ ai cũng có thể vào tham quan. Nó có nhiều phòng và đường hầm khác nhau, trong đó có một phòng dài 400 feet (khoảng 120m). Điểm thu hút nhiều sự chú ý nhất của mỏ đá là một phòng thờ cao 40 feet (khoảng 12m), được chiếu sáng từ hai cửa sổ với một cột đá đỡ mái nhà khổng lồ. Một số khoang nhỏ hơn của mỏ đá đã được đóng cửa để đảm bảo an toàn hoặc đã bị phá hủy. Mỏ đá này có ít nhất 25 tuyến đường leo núi được đặt tên và được xếp vào loại "cực kỳ nguy hiểm" và dài từ 30–40m. Những chất thải từ các mỏ này đã hợp lại với nhau, hình thành nên những bờ lớn, nơi mà các loài cây bạch dương bạc và thông tùng hiện đã và đang mọc lên.

### Mỏ Greenburn

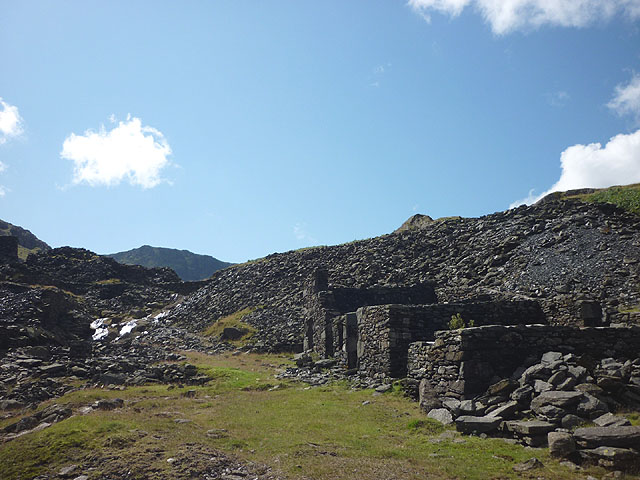
Những tòa nhà đổ nát và đống phế tích ở mỏ Greenburn (hè 2011)

Mỏ Greenburn (còn được biết đến với tên gọi khác là Mỏ Coniston Mới), là một mỏ đồng gần Greenburn Beck và hồ chứa Greenburn - một hồ chứa đã bị ngừng sử dụng. Nó được nhiều người cho là mỏ đồng được bảo vệ tốt nhất ở quận Lake. Các hoạt động khai thác ở mỏ này đạt đến cường độ "cực đại" vào giữa thế kỷ XIX nhưng có thể nó đã bắt đầu được vận hành từ cuối thế kỷ XVII. Mỏ đá đóng cửa vào năm 1865 nhưng đã được mở cửa trở lại với "nhịp độ vừa phải" cho đến khi nó đóng cửa một lần nữa vào năm 1940. Các trục chính của mỏ Greenburn nằm ở độ sâu lên tới 700 ft (210m) so với mặt đất. Hoạt động khai thác của mỏ có sự tham gia của một trục động cơ lớn cùng với một thiết bị cuộn dây và bơm được dẫn động bởi một bánh xe có đường kính 9,8m, cùng với nhiều trục và đường dẫn khác, một sàn đập, một máy nghiền chạy bằng bánh xe nước số hai, một đường xe điện nghiêng và hai bể chứa kết tủa. Phần còn lại của các tòa nhà trong khu mỏ bao gồm lò rèn, văn phòng, khu nhà ở hai tầng, kho để đồ đã được phơi khô, nhà thay đồ của thợ mỏ và kho thuốc nổ.
Ít nhất năm mỏ đồng đã được khai thác, lần lượt có tên là Sump, Pave York, Low Gill và Gossan Veins. Năm 1906, mỏ được điều hành bởi công ty Greenburn & Tilberthwaite Syndicate, nhưng đến năm 1912 thì công ty bạc, chì và đồng Langdale đã mua lại mỏ này. Hồ chứa (khi được xây dựng vào thế kỷ 19) có diện tích khoảng 1,6ha và chiều cao khoảng 7,5m. Tuy nhiên, một cơn bão tuyết vào mùa đông hồi năm 1979-1980 đã khiến con đập bị vỡ và nổ tung, giảm chiều cao của hồ chứa ấy xuống còn 6m như hiện tại.. Tác động của vụ nổ đập trên có thể nhìn thấy rõ trong các lõi trầm tích từ hạ lưu của hồ Langdale Nhỏ.